# Communauté de communes de la Boixe
La Communauté de communes de la Boixe est une ancienne communauté de communes française, située dans le département de la Charente et le pays du Ruffécois.

## Historique
- 2011 : Maine-de-Boixe, Saint-Amant-de-Boixe et Villejoubert rejoignent la CC.
- Elle disparait le 1er janvier 2017 à la suite de sa fusion avec les communautés de commune du Pays d'Aigre » (15 communes) et du Pays Manslois » (27 communes) pour former la nouvelle Communauté de communes Cœur de Charente[1].

## Administration

### Liste des présidents
| Période | Période       | Identité           | Étiquette | Qualité         |
| ------- | ------------- | ------------------ | --------- | --------------- |
| 1994    | 2014          | Jacky Bertrand     |           |                 |
| 2014    | décembre 2016 | Jean-Louis Stasiak |           | Maire de Xambes |

### Régime fiscal et budget
- Régime fiscal (au 01/01/2005) : fiscalité additionnelle.

## Composition
Elle regroupait quatorze communes le 1er janvier 2016 :
| Nom                  | Code Insee | Gentilé        | Superficie (km2) | Population (dernière pop. légale) | Densité (hab./km2) |
| -------------------- | ---------- | -------------- | ---------------- | --------------------------------- | ------------------ |
| Tourriers (siège)    | 16383      | Tourrierois    | 6,77             | 758 (2014)                        | 112                |
| Ambérac              | 16008      | Ambéracois     | 12,10            | 343 (2014)                        | 28                 |
| Anais                | 16011      | Anaisiens      | 9,87             | 587 (2014)                        | 59                 |
| Aussac-Vadalle       | 16024      |                | 17,61            | 519 (2014)                        | 29                 |
| La Chapelle          | 16081      |                | 7,69             | 224 (2014)                        | 29                 |
| Coulonges            | 16108      |                | 3,02             | 157 (2014)                        | 52                 |
| Maine-de-Boixe       | 16200      | Manilibuxiens  | 9,35             | 465 (2014)                        | 50                 |
| Montignac-Charente   | 16226      | Montignacais   | 8,63             | 712 (2014)                        | 83                 |
| Saint-Amant-de-Boixe | 16295      | Saint-Amantais | 22,39            | 1 405 (2014)                      | 63                 |
| Vars                 | 16393      | Varsois        | 27,46            | 2 029 (2014)                      | 74                 |
| Vervant              | 16401      | Vervantais     | 9,56             | 148 (2014)                        | 15                 |
| Villejoubert         | 16412      |                | 7,82             | 336 (2014)                        | 43                 |
| Vouharte             | 16419      | Vouhartais     | 10,64            | 326 (2014)                        | 31                 |
| Xambes               | 16423      |                | 5,25             | 312 (2014)                        | 59                 |

## Compétences
Nombre total de compétences exercées en 2016 : 19.